# Syacium
Syacium is een geslacht van straalvinnige vissen uit de familie van schijnbotten (Paralichthyidae). Het geslacht is voor het eerst wetenschappelijk beschreven in 1842 door Ranzani.

## Soorten
- Syacium guineensis (Bleeker, 1862)
- Syacium gunteri Ginsburg, 1933
- Syacium latifrons (Jordan & Gilbert, 1882)
- Syacium longidorsale Murakami & Amaoka, 1992
- Syacium micrurum Ranzani, 1842
- Syacium maculiferum (Garman, 1899)
- Syacium ovale (Günther, 1864)
- Syacium papillosum (Linnaeus, 1758)